# تئاتر هفتوان
بقایای تئاتر هفتوان مربوط به اواخر دوره قاجار -اوایل دوره پهلوی است و در شهرستان سلماس، روستای هفتوان واقع شده و این اثر در تاریخ ۱۲ بهمن ۱۳۸۱ با شمارهٔ ثبت ۷۳۷۴ به‌عنوان یکی از آثار ملی ایران به ثبت رسیده است.